# 勋表

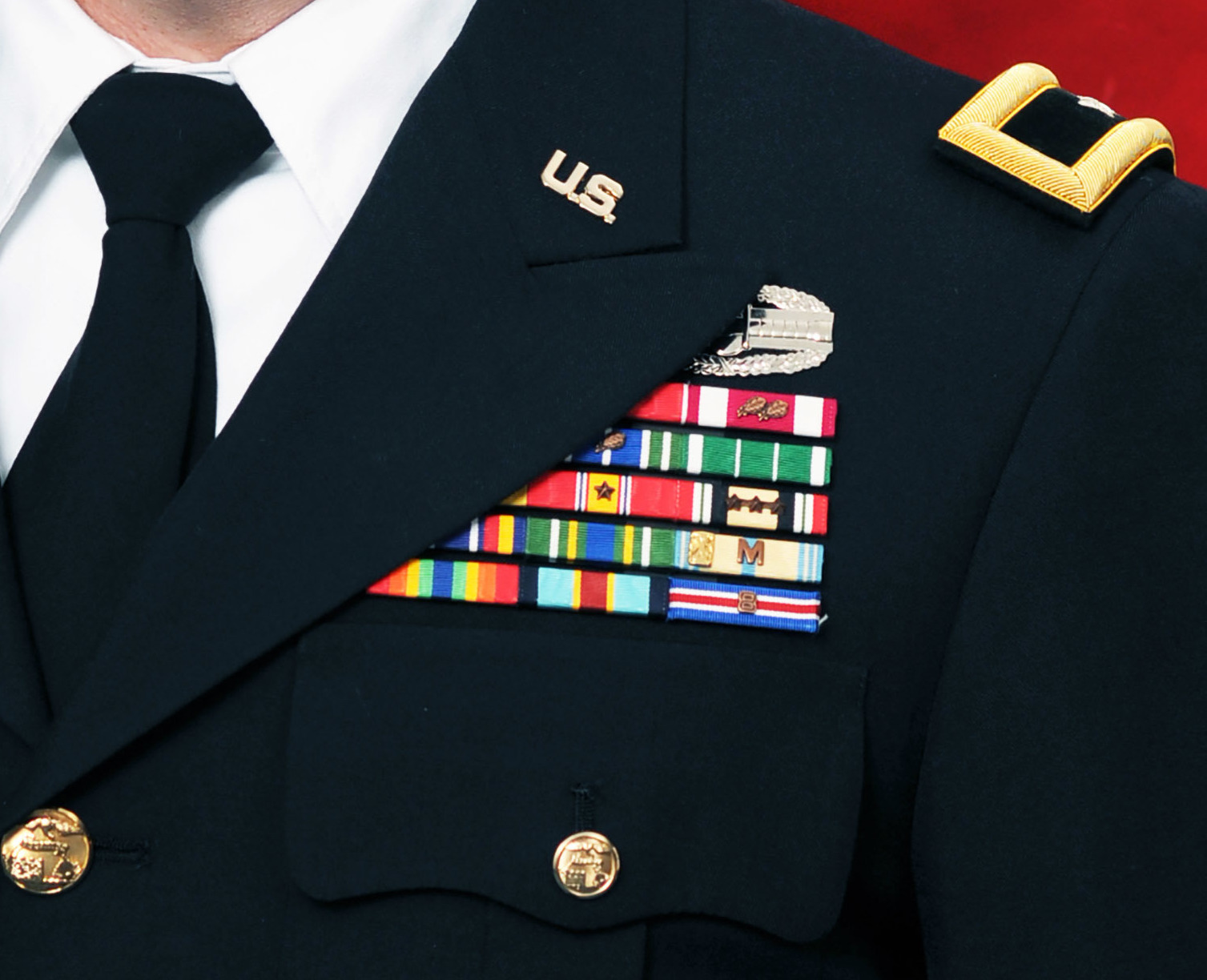
美国陆军预备役一名将军的勋表

勋表，又称略綬、（勋）略章，是一种小型绶带，装设在小段金属条上，附有佩戴用具如扣针。勋表一般对应奖章，可在奖章不便佩戴时代替之。各国对勋表佩戴的场合、顺序要求有所不同，通常以官方文件（称作“优先次序”或“装戴次序”）予以规定。有些国家（北美、以色列）部分荣誉只设勋表，不设奖章。